# Léon Gillis
Léon Gillis ( Charleroi, 11 februari 1913 - Vorst, 24 maart 1977) was een Belgisch vrijwilliger bij het Waals Legioen van de Waffen-SS. Hij werd als een der weinige buitenlandse vrijwilligers gedecoreerd met het Ridderkruis van het IJzeren Kruis.

## Leven
Op 11 februari 1913 werd Léon Gillis in Charleroi geboren. Hij was de zoon van een smid. Gillis werkte in de Talbot-fabriek in Frankrijk. Sinds 1938 was hij lid van Rex. In augustus 1941 ging hij in dienst van het Legioen Wallonië. Hij werd geplaatst bij de 1e compagnie. Op 2 maart 1942 werd Gillis onderscheiden met het IJzeren Kruis 1939 der Tweede Klasse.
Op 24 augustus 1942 raakt hij tijdens gevechten bij Cherkajow zwaargewond aan zijn longen en dijen. Gillis verbleef een aantal maanden in verschillende ziekenhuizen, waaronder: drie maanden in een ziekenhuis bij Majkop, vijftien dagen in een ziekenhuis in Lemberg, tien dagen in een ziekenhuis in Schrobenhausen en nog tien dagen in een ziekenhuis in Brussel. Na zijn herstel kreeg hij vijftien dagen verlof om zijn familie te bezoeken.
Van oktober 1943 tot maart 1944 was hij chef van het 2e peloton van de 5e compagnie in de SS-Sturmbrigade Wallonien. Hij werd bevorderd tot SS-Standartenoberjunker voor zijn moedig optreden tijdens gevechten bij Cherkassy, Oekraïne.
In de Waffen-SS bereikte Leon Gillis de rang van SS-Obersturmführer (overeenkomend met eerste luitenant) in de Panzergrenadier Division Wallonien. In augustus 1944 was Gills de leider van een Panzerjägerpeloton in het 5.SS-Freiwilligen-Sturmbrigade Wallonien. Hij wist geheel alleen tussen de 14 en 19 Russische T-34 tanks te vernietigen. Op 6 augustus 1944 gaf Léon Degrelle in zijn aanbeveling aan dat Gillis voorgedragen moest worden voor het Ridderkruis van het IJzeren Kruis. Hij werd op 30 november 1944 (Sint-Andreasdag in België, de beschermheilige van de divisie) persoonlijk door Degrelle voor de divisie Wallonien en de Rex afgevaardigden in Gronau onderscheiden met het Ridderkruis van het IJzeren Kruis. Gillis werd tot commandant van een PAK-compagnie in het SS-Panzerjäger-Abteilung 28 benoemd, na de ziekenhuisopname van Marcel Lamproye. Van maart tot april 1945 was hij commandant van de 3e compagnie in de Kampfgruppe Derricks. Met deze eenheid nam hij aan de laatste gevechten van het legioen deel. Op 3 mei 1945 werd Gillis door de Amerikanen krijgsgevangen gemaakt.

## Na de oorlog
Gillis werd tot twintig jaar hechtenis veroordeeld. Over het verdere verloop van zijn leven is niks bekend. Op 24 maart 1977 overleed hij in Vorst aan een astma-aanval.

## Militaire carrière
- SS-Obersturmführer: 9 november 1944
- SS-Untersturmführer: 20 april 1944
- SS-Standartenoberjunker: 1 maart 1944
- SS-Hauptscharführer:
- Obergefreiter: 1 maart 1942
- Gefreiter: 20 december 1941
- Schutze: 1941

## Decoraties
- Ridderkruis van het IJzeren Kruis op 30 september 1944 als SS-Untersturmführer en Zugführer in het 5. SS-Freiwilligen-Sturm-Brigade "Wallonie"[1][2]
- IJzeren Kruis 1939, 1e Klasse (26 augustus 1942) en 2e Klasse (13 maart 1942)
- Sonderabzeichen für das Niederkämpfen von Panzerkampfwagen durch Einzelkämpfer
- Gewondeninsigne 1939 in zilver
- Nahkampfspange in zilver
- Medaille Winterschlacht im Osten 1941/42
- Infanterie-Sturmabzeichen